# Wolica (powiat warszawski zachodni)
Wolica – osada w Polsce położona w województwie mazowieckim, w powiecie warszawskim zachodnim, w gminie Ożarów Mazowiecki. Leży na Równinie Łowicko-Błońskiej nad rzeką Utratą.
W latach 1975–1998 miejscowość położona była w województwie warszawskim.
Przez wschodnią część wsi przebiega droga wojewódzka nr 700 (kierunek Płochocin–Józefów k. Błonia–Wolica–Rokitno).

## Historia
Wieś Wolica w XIX wieku należała do rodziny Kostrzewskich, w późniejszym czasie tutejsze ziemie wielokrotnie zmieniały właścicieli. Po roku 1945 folwark przekształcono w Państwowe Gospodarstwo Rolne na zasadach spółdzielni hodowlano-rolnej.

## Dwór i park
Dwór w latach 70. XX wieku został poddany gruntownej przebudowie przez co zatracił pierwotne cechy architektoniczne i nie posiada charakteru zabytkowego. Park krajobrazowy powstał w II połowie XIX wieku i zajmował pierwotnie powierzchnię 5,8 ha. Obecnie jego większa część została zniszczona lub wycięta, pozostały drzewostan nie jest pielęgnowany. Najcenniejszą częścią jest aleja dziewięćdziesięciu dwóch stuletnich lip o odwodzie od 0,8 do 3,8 m prowadząca od strony Józefowa oraz rosnące od wschodniej strony dworu osiemdziesięcioletnie lipy.

## Rezerwat Wolica
Rezerwat leśny Wolica został ustanowiony w 1984 na obszarze lasów łęgowych jesionowo-wiązowych i zachowanego grądu niskiego. Teren chroniony zajmuje 50,39 ha, jest to jedyny zachowany fragment naturalnej przyrody na terenie gminy.